# Талихярм, Йохан
Йохан Талихярм (эст. Johan Talihärm; род. 27 сентября 1994, Таллин) — эстонский биатлонист и лыжник. Участник Кубка мира по биатлону в составе сборной Эстонии. Бронзовый призёр юниорского чемпионата Европы 2014.

## Биография
Выступает за спортивный клуб «Нымме».

### Юниорская карьера
На международных соревнованиях дебютировал в сезоне 2012/13. Принимал участие в чемпионате мира среди юниоров 2013 года в Обертиллиахе в категории до 19 лет, а также в мировых первенствах 2014 года в Преск-Айле и 2015 года в Минске среди 21-летних. Лучшие результаты в личных видах — 12-е места в пасьюте и индивидуальной гонке в 2014 году, а в эстафете — 10-е место в 2013 году. Участвовал в чемпионате мира по летнему биатлону среди юниоров в 2014 году в Тюмени, стал четвёртым в смешанной эстафете.
Также участвовал в чемпионатах Европы среди юниоров в 2013 году в Банско, в 2014 году в Нове-Место и в 2015 году в Отепя. В 2014 году стал бронзовым призёром в смешанной эстафете вместе с Мерил Бейлманн, Туули Томингас и Рене Захкна. В личных видах лучший результат — 13-е место в гонке преследования в 2014 году.

### Взрослая карьера
Во взрослых соревнованиях дебютировал на Кубке IBU в сезоне 2012/13 в спринте на этапе в Валь-Мартелло, в первой своей гонке не смог финишировать. В сезоне 2015/16 набрал свои первые очки в этом турнире, заняв 38-е место в индивидуальной гонке на этапе в Брезно. Лучший результат в Кубке IBU по состоянию на январь 2018 года — 16-е место в спринте на этапе в Бейтостолене в сезоне 2016/17.
Принимал участие в чемпионатах Европы в сезонах 2016, 2017, 2018, но высоких результатов не показывал.
В Кубке мира дебютировал в сезоне 2013/14 в спринте на этапе в Контиолахти, занял 86-е место. Всего по состоянию на январь 2018 года стартовал в четырёх гонках Кубка мира, очков не набирал.

## Личная жизнь
Старшая сестра Йоханна (род. 1993) тоже занимается биатлоном и выступает за сборную Эстонии. Есть также младшая сестра Грете.
По образованию инженер-электрик.